# Oldtidskundskab
Oldtidskundskab er et fag, der beskæftiger sig med studiet af antikkens græske og romerske civilisation og kultur. Det fokuserer typisk på perioden før middelalderen. På engelsk kaldes faget classics eller classical studies og på tysk Altertumswissenschaft.

## Emneområde
Oldtidskundskab, også kendt som klassiske studier, er et tværfagligt akademisk felt, der fokuserer på studiet af oldtidens Grækenland og Rom. Det omfatter en bred vifte af emner, herunder sprog (såsom latin og oldgræsk), litteratur, historie, filosofi, kunst, arkæologi og kulturstudier relateret til den antikke middelhavsverden. Oldtidskundskab udforsker den rige arv fra disse gamle civilisationer og deres vedvarende indflydelse på efterfølgende kulturer og samfund.
Inden for oldtidskundskab undersøger man ikke kun de konkrete historiske fakta og tekster fra oldtiden, men også de idéer og kulturelle mønstre, der formede samfundene i antikken. Dette inkluderer analyser af tekster af græske og romerske forfattere som Homer, Vergil, Platon og Cicero, samt undersøgelser af kunstværker, arkitektur og politiske institutioner fra den klassiske æra. Oldtidskundskab er også interesseret i at forstå, hvordan disse gamle civilisationer har påvirket senere epoker, og hvordan de fortsat påvirker moderne kultur, politik og tænkning.
Samlet set er oldtidskundskab et rigt og mangfoldigt felt, der bidrager til vores forståelse af menneskelig historie, kultur og tankegang gennem studiet af antikkens civilisationer. Oldtidskundskab bidrager til vores forståelse af vores kulturelle arv og identitet. Mange aspekter af vores moderne kultur, fra litteratur og kunst til politik og retssystemer, har rødder i den antikke verden. At forstå disse rødder kan hjælpe med at informere om vores nutidige kulturelle praksis og værdier.

### Sprog
Et centralt fokus i oldtidskundskab er studiet af sprogene i antikken, især latin og græsk. Dette inkluderer læsning og fortolkning af klassiske tekster som Homers "Iliaden" og "Odysseen", Vergils "Æneiden", Platons dialoger, og mange andre værker af græske og romerske forfattere.

### Filosofi
Antikken var en periode med stor filosofisk aktivitet, og oldtidskundskab inkluderer studiet af filosoffer som Sokrates, Platon, Aristoteles, Epikur og mange andre. Det involverer også udforskning af antikkens tankegang, verdenssyn og etiske teorier.

### Arkæologi og historie
Oldtidskundskab involverer også undersøgelsen af fortiden gennem historiske og arkæologiske metoder. Dette inkluderer at undersøge gamle ruiner, genstande og artefakter samt at rekonstruere historiske begivenheder og samfundets struktur.

### Kunst
Oldtidskundskab omfatter også undersøgelsen af kunstneriske udtryk og arkitektoniske stilarter fra antikken. Dette inkluderer skulptur, maleri, mosaikker, bygningsdesign og meget mere.

### Metode
Endelig omfatter oldtidskundskab også metodologiske tilgange og teoretiske rammer, der anvendes til at analysere og forstå fortiden. Dette inkluderer forskellige tilgange til tekstkritik, arkæologiske metoder, historiografi, filologiske undersøgelser og teoretiske perspektiver fra andre discipliner såsom antropologi, sociologi og kulturteori. Disse metoder og teorier bidrager til den akademiske dybde og kompleksitet i studiet af antikken.

## Faget i Danmark
Oldtidskundskab er i Danmark et fag i det almene gymnasium samt et studium på Syddansk Universitet, Aarhus Universitet og Københavns Universitet. Faget beskæftiger sig med den græske og romerske oldtid, hvor den altovervejende hovedvægt lægges på den græske bronzealder. Desuden perspektiveres antikkens temaer og problemstillinger til senere historiske perioder for at understrege antikkens betydning for den europæiske kultur. Fagets indhold består først og fremmest af græske tekster i oversættelse – både poesi, fx Homer, Hesiod og græsk drama, og prosa, fx Platon, Aristoteles og Herodot. Desuden af studier af græske materielle levn – vaser, statuer og templer.
Oldtidskundskab (populært kaldet old eller oldævl) blev indført ved gymnasiereformen i 1871 som fag på den nye matematisk-naturfaglige linje. Gymnasiet havde hidtil lagt hovedvægten på oldgræsk og latin. Latin blev matematikerne ved med at have indtil gymnasiereformen i 1903, men i 1871 skulle de ikke længere have græsk, og oldtidskundskab blev løsningen og har været fag i gymnasieskolen lige siden, undtagen på klassisk-sproglig linje, hvor stoffet formidles gennem latin- og græskundervisningen.
»De klassiske fag blev med Skoleloven af 1903 drastisk beskåret; til gengæld indførtes oldtidskundskab som obligatorisk fag med særlig vægt på læsning af græsk litteratur i oversættelse«. I mange år blev oldtidskundskab varetaget af klassiske filologer og historikere, indtil der kom en selvstændig universitetsuddannelse i faget.
I nyere tid er faget beskrevet som en tidlig forløber for tværfagligheden i gymnasiet, fordi oldtidskundskab netop skildrer en hel kulturs opkomst og blomstring og påviser udviklingsparallellerne og den gensidige påvirkning mellem litteratur, historie, drama, skulptur og maleri. Og på en måde, der virker naturlig – og fordi det er let for eleverne selv at skabe verbale og kunstneriske manifestationer på linje med de tidlige græske, så eleverne selv kan opleve udgangspunktet for den græske kulturs videreudvikling.

## Kendte forfattere

### Herodot
Herodot, også kendt som "Historiens fader", var en græsk historiker, der skrev et af de tidligste overlevende værker inden for historiografi, kendt som "Historier". Han rejste bredt og beskrev kulturer og begivenheder i hele den gamle verden.
"Historier" er en episk fortælling i ni bøger, der spænder over begivenheder fra 550 f.Kr. til 479 f.Kr. Den behandler bl.a. perserkrigene og undersøger historiske, kulturelle og geografiske emner fra forskellige regioner og civilisationer.
Herodot brugte en række kilder, herunder mundtlige traditioner, officielle dokumenter og personlige observationer, til at skrive sit værk. Han indsamlede også historier og myter fra forskellige kulturer for at give et bredere perspektiv.
Herodots formål med "Historier" var at undersøge årsagerne til og konsekvenserne af de store begivenheder i hans tid og at bevare mindet om menneskelige bedrifter og præstationer.

### Thukydid
Thukydid var en græsk historiker, der skrev en omfattende beskrivelse af Peloponneserkrigen, kendt som "Peloponneserkrigen". Hans arbejde anses for at være et af de første forsøg på at skrive en objektiv og analytisk historie.
Thukydid skrev et omfattende værk om den peloponnesiske krig, der udbrød mellem Athen og Sparta og deres allierede fra 431 f.Kr. til 404 f.Kr. Hans værk dækker begivenhederne fra begge sider af konflikten og er en detaljeret beretning om krigen og dens årsager og konsekvenser.
Thukydid anses for at være en pioner inden for historiografi på grund af sin brug af en række historiske metoder, herunder brugen af kritiske kilder, kildekritik og kritisk analyse.

### Plutarch
Plutark var en græsk historiker og biograf, der skrev en række biografier om berømte grækere og romere i værket "Parallel Lives". Hans værker er en vigtig kilde til viden om den gamle græske og romerske historie.
"Parallel Lives" er et omfattende værk bestående af 46 biografier, der parvis sammenligner græske og romerske personligheder. For eksempel sammenligner han Alexander den Store med Julius Cæsar, og Themistokles med Camillus.
Formålet med "Parallel Lives" var at fremhæve ligheder og forskelle mellem græske og romerske ledere og at uddrage moralske og politiske lektioner fra deres liv og handlinger. Plutarch's stil er karakteriseret ved en blanding af historiefortælling, biografi og filosofi. Han bruger anekdoter og citater til at give læseren et levende indtryk af sine emner og deres personligheder.

### Sueton
Sueton var en romersk historiker, der er bedst kendt for sit værk "De vita Caesarum" (Om de romerske kejseres liv), også kendt som "Suetonius' Tolv Kejseres Liv". Dette værk indeholder biografier om de første tolv romerske kejsere.
Suetons mest berømte værk “De vita Caesarum" består således af biografier om de tolv første romerske kejsere fra Julius Cæsar til Domitian. Disse biografier er detaljerede og omfatter information om kejsernes liv, regeringstid, personlighed, vaner og bedrifter. Sueton brugte en række kilder til at skrive sine biografier, herunder tidligere historikere, officielle dokumenter og personlige observationer. Han forsøgte at være nøjagtig og objektiv i sin beskrivelse af kejsernes liv, men hans værk er også præget af anekdoter og sensationelle historier.

### Polybios
Polybios var en græsk historiker, der skrev et omfattende værk om den romerske republiks historie, kendt som "Historier". Hans værk er en vigtig kilde til viden om den romerske republik.
Polybios' hovedværk “Historier" er også kendt som "Historier om Rom", og det omfatter en omfattende beretning om den romerske republiks historie fra 264 f.Kr. til 146 f.Kr. Det dækker begivenheder som den første og anden puniske krig, Hannibals invasion af Italien, og slutningen af græsk uafhængighed med Roms sejr over Korinth og Kartago.
Polybios anvendte en metodisk tilgang til historie, hvor han understregede betydningen af struktur, årsagsvirkning og historisk sammenhæng. Han introducerede også ideen om "cirkulær kausation", hvor han argumenterede for, at historiske begivenheder gentager sig selv

## Kritik af oldtidskundskab
Oldtidskundskab har været genstand for forskellige former for kritik gennem årene. Nogle af de mest almindelige kritikpunkter omfatter:

### Mangel på relevans
Nogle kritikere mener, at gymnasiefaget oldtidskundskab ikke er tilstrækkeligt relevant for moderne elever og deres fremtidige karriere. Dette skyldes en opfattelse af, at faget ikke forbereder eleverne til det moderne arbejdsmarked eller fremtidige uddannelsesmæssige udfordringer. Andre kritikere mener, at gymnasiefaget oldtidskundskab blot generelt er for ubrugeligt og irrelevant, hvilket fører til manglende engagement og interesse fra eleverne. Energien, der bliver brugt på at studere tekster fra den græske og romerske oldtid, kunne bruges mere produktivt på at give eleverne mere praktisk anvendelig viden og lære dem om aktuelle problemer og udfordringer.

### Udansk
I Danmark er studiet af klassiske græske og romerske tekster blevet kritiseret for at være for fremmedartet og at ske på bekostning af at styrke den nationale identitet og den danske kultur og historie. Nogle kritikere mener, at det er vigtigere for danske elever at forstå deres egen nationale arv end at studere klassiske værker fra den græske og romerske oldtid.

### Eurocentrisme
Ifølge nogle kritikere er faget udtryk for eurocentrisme, idet faget gør middelhavsområdet til normen og fokuserer på den græske og romerske oldtid. Dette kan bidrage til at undertrykke de mangfoldige bidrag fra Afrika, Asien, Amerika og Oceanien, der bliver overset eller forbigået. Kritikerne påpeger, at oldtidskundskab fokuserer for meget på sydeuropæiske civilisationer og overser betydningen af andre kulturer og civilisationer, især dem udenfor den vestlige tradition, hvilket kan føre til en ensidig forståelse af fortiden.

### Kolonialisme og racisme
Et stigende antal internationale kritikere hævder desuden, at oldtidskundskabsfagets fokus på den græsk-romerske arv afspejler et kolonialistisk synspunkt, der prioriterer vestlige kulturer over alle andre. Kritikere mener også, at undervisningens fokus på den latinske og græske arv er udtryk for en kulturel bias, der kan forstærke racisme og stereotype opfattelser af ikke-vestlige kulturer. Kritikere hævder desuden, at den vestlige racisme har sin historiske baggrund i den græsk-romerske antik, og at den moderne racisme trækker på denne arv. I de senere år har den yderste højrefløj flere steder brugt oldtidskundskaben til at legitimere eller retfærdiggøre racistiske synspunkter. Disse forhold er problematiske, fordi samfundet i det 21. århundrede stræber efter at bekæmpe diskrimination og være en del af nutidens globale sammenhænge.

### Ekskludering af kvinder og marginaliserede grupper
Der har også været kritik af oldtidskundskab for mangel på diversitet gennem manglende repræsentation af kvinder, minoriteter og andre marginaliserede grupper. Oldtidskundskab har traditionelt fokuseret på mandlige ledere, filosoffer og krigere, mens kvinder ofte er blevet overset eller nedprioriteret i historiske fortællinger og analyser. Desuden bliver etniske minoriteter, indfødte folk og andre marginaliserede grupper ofte fortiet i faget oldtidskundskab.

### Ekskludering af spiritualitet
Oldtidskundskab er endelig blevet kritiseret for, at faget har været for påvirket af moderne tænkningstraditioner, der prioriterer rationelle og materielle forklaringer. Dette kan resultere i en tendens til at ignorere, ekskludere eller nedvurdere den spirituelle dimension i oldtidskilderne, da den ikke passer ind i den rationalistiske ramme.. Ved at ignorere eller nedvurdere den spirituelle dimension risikerer man at få en ufuldstændig forståelse af oldtidens samfund. Spirituelle praksisser og religiøse overbevisninger var ofte dybt integreret i alle aspekter af oldtidens samfund, herunder politik, økonomi, kunst og sociale strukturer.

## Forslag om afskaffelse af oldtidskundskab
Det er flere gange blevet foreslået at afskaffe oldtidskundskab som gymnasiefag eller lægge faget samme med historie eller andre fag. Motivet er primært, at faget oldtidskundskab ikke længere er relevant, da det ikke giver færdigheder eller viden, som moderne elever kan bruge i deres fremtidige liv eller karrierer. I en tid med hurtig teknologisk udvikling og globalisering er der ønsker om at prioritere andre fag, der er mere relevante for samfundet og arbejdsmarkedet.

## Citater
Min søn har været oppe til eksamen i oldævl.
Han var oppe i det der med hybris og nemesis.
Han fik 5 og forbandt heller ikke rigtigt
de ting med noget: Det var noget
fortalte han ved hjemkomsten
med at lynet slår ned i de højeste træer,
at hovmod står for fald og den slags.
Oldævl interesserer mig ikke.
Nu tager jeg ud at fiske.

(Jørgen Knudsen, Politiken, 25. juni 1980)